# SD Gundam: Dimension War
SD Gundam: Dimension War (SDガンダムディメンションウォー) est un jeu vidéo de stratégie au tour par tour développé et édité par Bandai en 1995 sur Virtual Boy. C'est une adaptation en jeu vidéo de la série en arcade basée sur l'anime Mobile Suit Gundam et notamment Super Deformed Gundam. Le jeu est sorti uniquement au Japon,.